# Хиро, Алехандро
Алехандро Хиро (исп. Alejandro Giró) — аргентинский биатлонист, участник зимних Олимпийских игр 1988 года.

## Карьера
На международном уровне Алехандро выступал всего один сезон 1987/1988. Вместе со своим старшим братом Густаво и Луисом Аргелем представлял Аргентину на зимних Олимпийских играх 1988 года в канадском Калгари в биатлоне. В индивидуальной гонке, допустив 5 промахов, стал 64-м, а в спринте, совершив 3 промаха, финишировал с 65-м результатом.
После завершения Олимпийских игр он вместе с братом выступил на двух этапах Кубка мира, которые проходили в Европе. В индивидуальной гонке в Антерсельве аргентинец занял 83-е место, а на этапе в Рупольдинге в индивидуальной гонке он стал 60-м, в спринте — 55-м.
Его сёстры Анна Вероника и Мария также занимались биатлоном и выступали за сборную Аргентины на международных соревнованиях.
До 1994 года Алехандро был самым молодым участником биатлонных соревнований на Олимпийских играх, пока его рекорд не побил швед Гленн Ольссон. На момент старта в индивидуальной гонке ему было 17 лет и 259 дней. На сегодняшний день он является самым молодым участником олимпийских спринтов, так как в 1994 году швед на старт не вышел.

### Участие в Олимпийских играх
| Год  | Место проведения | Инд | Спр | Эст |
| 1988 | Калгари          | 64  | 65  | —   |